# Казино в Монреале
Казино в Монреале открылось 9 октября 1993 года. Находится казино на Нотр-Дам, в Монреале. Это самое большое казино в Канаде, и входит в десятку крупнейших в мире. Казино открыто двадцать четыре часа в сутки, семь дней в неделю для посетителей от 18 лет, и старше. С мая 2006 года курить в помещениях не разрешается, с принятием нового, провинциального закона. Алкогольные напитки также запрещены в игровой области.

## Игровая площадь
Казино состоит из трёх зданий. Два из них — французский павильон и павильон «Квебек», были построены для Экспо-67. Третье здание является приложением построенным самим казино. Главное здание имеет пять этажей. В нём есть более 3200 игровых автоматов и 120 игровых столов. Казино также содержит четыре ресторана, четыре бара, кабаре, зал заседаний и банкетов. Казино несколько нетрадиционно, так как очень много окон, и низкие потолки.